# Calliopsis beamerorum
Calliopsis beamerorum är en biart som först beskrevs av Rozen 1963.  Calliopsis beamerorum ingår i släktet Calliopsis och familjen grävbin. Inga underarter finns listade.